# Đông Sussex
Đông Sussex (/ˈsʌsɨks/) là một hạt ở Đông Nam Anh. Hạt này giáp các hạt Kent, Surrey và West Sussex, và phía nam giáp eo biển Anh.
Hạt có diện tích 1792 km², dân số năm 2008 là 766.400 người.
East Sussex được chia thành 5 Huyện không thuộc vùng đô thị. Ba trong số đó là huyện nông nghiệp lớn (từ tây sang đông): Lewes; Wealden; và Rother. Eastbourne và Hastings chủ yếu là khu vực thành thị. Huyện được chia thành các xã.